# Relevancia (orografía)
La relevancia en orografía es un cuantificador que permite establecer la importancia de una montaña dentro de un país o región, en una escala de 0 a 100. La relevancia de una montaña combina dos magnitudes absolutas de la misma: la altitud y la prominencia. De dos montañas con la misma altitud, tendrá más relevancia la más prominente. En el caso de dos montes con la misma prominencia, la relevancia mayor será del que más altitud tenga. El cálculo de la relevancia puede realizarse combinando en una fórmula matemática la altitud y prominencia de la montaña estudiada, y la altitud máxima, prominencia máxima y altitud mínima del territorio donde está dicha montaña.